# (14205) 1999 BC4
(14205) 1999 BC4  es un asteroide perteneciente al cinturón de asteroides, descubierto el 18 de enero de 1999 por Tetsuo Kagawa desde el Observatorio Gekko, en Japón.

## Designación y nombre
Designado provisionalmente como 1999 BC4.

## Características orbitales
1999 BC4 orbita a una distancia media del Sol de 3,077 ua, pudiendo acercarse hasta 2,988 ua y alejarse hasta 3,166 ua. Tiene una excentricidad de 0,029 y una inclinación orbital de 11,252° grados. Emplea en completar una órbita alrededor del Sol 1971,52 días.
Los próximos acercamientos a la órbita de Júpiter ocurrirán el 10 de diciembre de 2034, el 23 de enero de 2094 y el 11 de marzo de 2153.

## Características físicas
Su magnitud absoluta es 12,91. Tiene 8,237 km de diámetro. Su albedo se estima en 0,237. 